# Tyson Ward
Tyson Christopher Ward (Tampa, 26 luglio 1997) è un cestista statunitense.

## Statistiche

### College
| Anno      | Squadra          | PG  | PT | MP   | TC%  | 3P%  | TL%  | RP  | AP  | PRP | SP  | PP   |
| --------- | ---------------- | --- | -- | ---- | ---- | ---- | ---- | --- | --- | --- | --- | ---- |
| 2016-2017 | SDSU Jackrabbits | 30  | 1  | 19,2 | 43,8 | 37,1 | 67,9 | 3,1 | 1,0 | 0,6 | 0,1 | 5,8  |
| 2017-2018 | SDSU Jackrabbits | 32  | 26 | 27,8 | 46,5 | 32,4 | 76,3 | 5,9 | 2,6 | 0,8 | 0,3 | 11,8 |
| 2018-2019 | SDSU Jackrabbits | 34  | 28 | 27,7 | 48,8 | 32,1 | 74,6 | 6,2 | 2,3 | 0,8 | 0,1 | 12,4 |
| 2019-2020 | SDSU Jackrabbits | 33  | 33 | 31,0 | 53,0 | 41,0 | 77,8 | 7,2 | 2,8 | 0,7 | 0,6 | 16,9 |
| Carriera  | Carriera         | 129 | 88 | 26,6 | 49,0 | 35,4 | 75,7 | 5,7 | 2,2 | 0,7 | 0,3 | 11,9 |

### Eurolega
| Anno      | Squadra  | PG | PT | MP   | TC%  | 3P%  | TL%  | RP  | AP  | PRP | SP  | PP   |
| --------- | -------- | -- | -- | ---- | ---- | ---- | ---- | --- | --- | --- | --- | ---- |
| 2024-2025 | Paris    | 38 | 38 | 26,3 | 44,0 | 33,2 | 75,9 | 4,9 | 1,3 | 0,9 | 0,2 | 11,0 |
| Carriera  | Carriera | 38 | 38 | 26,3 | 44,0 | 33,2 | 75,9 | 4,9 | 1,3 | 0,9 | 0,2 | 11,0 |

### Eurocup
| Anno       | Squadra  | PG | PT | MP   | TC%  | 3P%  | TL%  | RP  | AP  | PRP | SP  | PP   |
| ---------- | -------- | -- | -- | ---- | ---- | ---- | ---- | --- | --- | --- | --- | ---- |
| 2023-2024† | Paris    | 23 | 23 | 25,0 | 51,1 | 36,2 | 86,8 | 4,1 | 1,3 | 1,2 | 0,2 | 11,0 |
| Carriera   | Carriera | 23 | 23 | 25,0 | 51,1 | 36,2 | 86,8 | 4,1 | 1,3 | 1,2 | 0,2 | 11,0 |

## Palmarès
- Campionato francese: 1

Paris: 2024-2025
- Coppa di Francia: 1

Paris: 2024-2025
- Leaders Cup: 1

Paris: 2024
- Basketball Champions League: 1

Bonn: 2022-2023
- Eurocup: 1

Paris: 2023-2024